# Польський Михаїл Афанасійович
Михаїл Афана́сійович По́льський (6 (18).11.1891 р., станиця Новотроіцька, Лабінський повіт, Кубанська область, Росія — 21.05.1960 р., Сан-Франциско, Каліфорнія, США) — священнослужитель Російської православної церкви закордоном, протопресвітер, публіцист, богослов.

## Життєпис

### Ранні роки
6 листопада 1891 — народився в станиці Новотроіцьій Лабинського повіту, Кубанської області в Росії у сім'ї псаломщика.
У 1914 році закінчив Ставропольську духовну семінарію.
1918-го був призначений повітовим протисектанським місіонером в Ставропольській єпархії.
29 липня 1920 — висвячений на диякона, а 1 серпня цього ж року — на ієрея. Служив в клірі Петропавловскої церкви біля Преображенської застави в Москві.
1921 — вступив на навчання в нелегальну Московську духовну академію, яка після невдовзі після Жовтневого перевороту 1919 року була закрита. Відновлена 1946-го, заняття проходили неофіційно, приватним способом у професорів.
7 травня 1922 — співслужив Патріарху Тихону в храмі села Богородське під Москвою. Це була остання літургія до його арешту.

### Арешт
1923 — за боротьбу з «обновленчеством» був арештований і 4,5 місяці провів в Московській Бутирській в'язниці. Після цього висланий до Соловецького табору особливого призначення. В таборі працював вязальщиком рибацьких сітей і рибаком на «Філімоновій тоні». 1926-го вийшов на волю.
20 грудня 1926 — засуджений на три роки заслання в Комі за статтею 58-13 УК РСФСР, відбував покарання в Усть-Сисольську.
Не визнав «Декларації» митрополита Сергія (Страгородського) 1927 року і від нього відділився. Служив як «катакомбний» священик, маючи антимінс від єпископа Платона (Руднєва).
В кінці 1929 року втікає з заслання в Комі.

### Втеча з СРСР
1930 року нелегально жив декілька місяців у Москві, співпрацював з московськими іосифілянами, відвідав в Дівеєвому монастирі священика Павла Боротинського, а потім, за допомоги іосифлянина архітектора В. Н. Максимова, назавжди покинув СССР.
В березні цього ж року нелегально перетнув радянсько-перський кордон. При втечі взяв з собою відомості про репресованих священнослужителів Російської Православної Церкви, які пізніше використав у своїх творах.
В жовтні цього ж року прибув до Палестини, в Російську духовну місію, яка була тоді під контролем Архиєрейского Синоду Закордонної Церкви. Служив в одному із зайорданських монастирів Російської Духовної Місії в Святій Землі.
1931 року в Єрусалимі видав роботу «Положение Церкви в Советской России. Очерк бежавшего из России священника».
|  | Его разрывающая душу искренность, поразительная ясность его взглядов, касающихся суждений о православной церкви и её путях, его неброское религиозное мужество, его описание церковной борьбы — стоят того, чтобы довериться его слову |

З 1934 року був настоятелем общини РПЦЗ в Бейруті. 28 квітня 1935 року зведенийв сан протоіерея.
Був учасником II Всезакордонного Церковного Собору 1938 року. Прочитав доклад «О духовном состоянии Русского народа под властью безбожников», Який був окремо виданий в Збірнику Діяній (Белград).
1938 року переїхав до Великої Британії, де до 1948 був настоятелем приходу в Лондоні в юрисдикції РПЦЗ. 1948 року переїхав до США, причислений до кафедрального собору у ім'я ікони Божої Матері «Всіх скорбящих Радість» в Сан-Франциско. 14 грудня цього ж року зведений в сан протопресвітера.
1948—1949 — на «Лос-Анджелеському процесі» — судовій справі про майно Преображенскої церкви в Лос-Анджелесі — успішно виступав як эксперт-каноніст, відстоюючи позиції РПЦЗ от посягань «Північно-Американської митрополії», яку тоді очолювава митрополит Феофіл (Пашковский). Обставини цієї справи описав в праці «Американская митрополия и дело Лос-Анджелесского прихода» (Джорданвіль, 1952).
1948 року опублікував роботу «Каноническое положение высшей церковной власти в СССР и заграницей», в якій довів канонічність Російської Православної Церкви Закордоном і неканонічність Московськоі Патріархії після Декларації митрополита Сергія 1927 року. Відповідь на неї вийшла 1960 року виданням в Парижі праці професора канонічного права С. В. Троїцького «О неправде Карловацкого раскола. Разбор книги прот. М. Польского „Каноническое положение Высшей Церковной власти в СССР и заграницей“».
З 1952 року служив старшим катедральным протоіереєм Скорбященського собору в Сан-Франциско. Відійшов від справ 1959-го.
Помер 21 травня 1960 року в Сан-Франциско (США).

## Публікації
- Михаил Священник. Положение Церкви в Советской России: Очерк бежавшего из России священника. — Иерусалим, 1931—122 с.
- Протопресвитер Михаил Польский. О духовном состоянии русского народа под властью безбожников. (Доклад Собору Православной Русской Зарубежной Церкви с участием клира и мирян 7-20 августа 1938 года) — Белград, 1938 — 23 с.
- Протопресвитер Михаил Польский. О духовном состоянии русского народа под властью большевизма. — Белград, 1938.
- Журнал «На Страже Православия.» Протопресвитер Михаил Польский. Познание Бога. — Лондон, 1939, № 1. — С. 1-16
- Протопресвитер Михаил Польский. Современное состояние Православной Церкви в СССР. [Б. м.], 1946. 34 с.
- Журнал Православная Русь. Рец. на кн.: Философия техники: Техника и новое миросозерцание. П. Боранецкий. Париж, 1947. 222 с. — 1948. № 15. С. 10-11.
- Журнал Православная Русь. Рец. на кн.: К познанию Православия. Священ. К. Зайцев. Ч. 1. Шанхай, 1948. 218 с. — 1948. № 15. С. 10.
- Журнал Православная Русь. Рец. на ст.: Бытие определяет сознание. Еп. Иоанн (Шаховской) журнал Новое русское слово. 1948. 13 июня — 1948. № 15. С. 10.
- Журнал Православная Русь. Протопресвитер М. Польский. Церковный дневник еп. Иоанна (Шаховского) — 1948. № 10. С. 10-11
- Протопресвитер Михаил Польский. Каноническое положение высшей церковной власти в СССР и заграницей. — Джорданвилль, 1948, 194 с.
- Протопресвитер Михаил Польский. Американская митрополия и процесс в Лос Анжелосе. Jordanville, 1949 — 41 с.
- Журнал Православная Русь. Протопресвитер Михаил Польский. К устройству женской обители в Нью-Джерси. — 1949. № 7-8 — С. 22
- Протопресвитер М. Польский. Новые мученики Российские: Первое собр. материалов. — Jordanville, 1949—228 с.
- Протопресвитер М. Польский. В защиту православной веры от сектантов. — Jordanville, 1950 — 12 с.
- Протопресвитер М. Польский. К 25-тилетию со дня кончины Святейшего Патриарха Тихона. — журнал День русского ребенка. — San Francisco, 1950, № 17 — с. 75-79
- Сопоставил текст А. С. Ананьин, предисл. и примечания Протопресвитера М. Польского. Четвероевангелие. Текст четырех Евангелий, поставленный параллельно в хронологическом порядке. — Jordanville, 1950—486 с.
- Протопресвитер М. Польский. Американская митрополия и дело Лос-Анжелесского прихода. — Джорданвилль, 1952.
- Протопресвитер М. Польский. Очерк положения Русского Экзархата Вселенской юрисдикции. — Джорданвилль, 1952 — 31 с.
- Журнал Православная Русь. Протопресвитер М. Польский. Письмо в редакцию: О положении Западно-Европейского Экзархата. — 1952. № 20. С. 7-8
- Журнал Церковность. Протопресвитер Михаил Польский. В защиту Православия. — Сан-Франциско, 1953. № 2. С. 3-4
- Журнал Церковность. Протопресвитер Михаил Польский. Духовные помышления. — Сан-Франциско, 1953. № 2. С. 4
- Журнал Церковность. Протопресвитер М. Польский. Источник любви к ближним" . — Сан-Франциско, 1953. № 11. С. 3-4
- Журнал Православный путь. Протоиерей М. Польский. Книга Песнь Песней Соломоновых. — 1953. С. 84-95
- Журнал Церковность. Протопресвитер М. Польский. Крещение Господне. — Сан-Франциско, 1953. № 2. С. 1-2
- Журнал Церковность. Протопресвитер М. Польский. Наш Спаситель. — Сан-Франциско, 1953. № 2. С. 2-3
- Журнал Церковность. Протопресвитер М. Польский. Свет Великий. — Сан-Франциско, 1953. № 7. С. 7-8
- Журнал Церковность. Протопресвитер М. Польский.Чудотворные иконы. К пребыванию «Курской-Коренной» Чудотворной иконы Богоматери в г. Сан-Франциско. — Сан-Франциско, 1953. № 7. С. 1-4
- Журнал Церковность. Протопресвитер М. Польский. Помощь Неба. — Сан-Франциско, 1953. № 11. С. 1-3
- Журнал Церковность. Протопресвитер М. Польский. Земля и Небо". — Сан-Франциско, 1954. № 1. С. 1-4
- Журнал Православная Русь Протопресвитер М. Польский.Наука жизни": О преподавании Закона Божия. — 1954. № 19. С. 4-7
- Журнал Наше время Протопресвитер М. Польский. По поводу одного заговора. Римо-католики и мы. — Сан-Франциско, 1954. 12-13 марта
- Журнал Церковность. Протопресвитер М. Польский. Почитание святых. — Сан-Франциско, 1954. № 6. С. 6-7
- Журнал Церковность. Протопресвитер М. Польский. Предмет пререканий. — Сан-Франциско, 1954. № 2. С. 1-4
- Журнал Церковность. Протопресвитер М. Польский. Великий раскол 1054 года. — Сан-Франциско, 1954. № 6. С. 1-2 (Прил.)
- Журнал Церковность. Протопресвитер М. Польский. Христос Воскресе! Пасха — Христос, Избавитель. — Сан-Франциско, 1954. № 4. С. 1-4
- Журнал День русского ребенка Протопресвитер М. Польский. Соловецкий лагерь. Первые впечатления. — Вып. 18 — San Francisco, 1951. С. 252—260
- Журнал Церковность. Протопресвитер М. Польский. Спасительный путь. — Сан-Франциско, 1954. № 6. С. 1-5
- Журнал Церковность. Протопресвитер М. Польский. Троице Святая, слава Тебе! — Сан-Франциско, 1954. № 5. С. 1-4
- Журнал Церковность. Протопресвитер М. Польский. Христос Воскресе! Да празднует же мир..: Христос бо возста, веселие вечное. — Сан-Франциско, 1955. № 2. С. 1-3
- Журнал Православная Русь Протопресвитер М. Польский. Американский раскол. — 1955. № 11. С. 8-11
- Протопресвитер М. Польский. Теософия и Христианство. — Сан-Франциско, 1956. 14 с.
- Протопресвитер М. Польский. Церковная и личная политика. По поводу рецензии Еп. Иоанна (Шаховского). — Владимирский Православный Русский календарь на 1957 г. Нью-Йорк, 1956. С. 119—123
- Протопресвитер М. Польский. Новые мученики Российские: Второй том собрания материалов. — Jordanville, 1957. 287 с.
- Журнал Православная Русь Протопресвитер М. Польский. Мученическая кончина архиеп. Иоанна: к 25-летию её: Из готовящегося к печати третьего тома «Новомучеников» протопр. М. Польского. — 1959. № 19. С. 5-6
- The new martyrs of Russia. — Montreal, 1972. 137 p. (Сокращенное английское издание)
- Протопресвитер М. Польский. Патриарх Тихон: («Новые Мученики Российские» прот. М. Польского) // Владимирский Православный русский календарь на 1975 год. N. Y., 1974. С. 1-42